# Comparsa

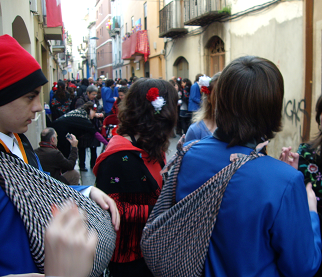
Comparsers de Vilanova i la Geltrú, Garraf, Espanya.

Una comparsa és un conjunt de persones que van vestides o disfressades igual en festes populars, desfilades públiques, processons, etc.

## AEspanya

### A lesCanàries
Les comparses són grups de ball que organitzen una presentació de música, ball i color que dona vida a les animades desfilades de carnaval. Cada any es premia a les comparses més ben preparades. Originalment buscaven els seus ritmes en músiques brasileres, derivant en l'actualitat a ritmes llatins en general. Estan compostes per tres parts ben diferenciades. "Batucada" que és la que aporta la percussió i so, "la parranda" que aporta la seva lletres i "cos de ball" que desenvolupa coreografies. Cal destacar que són aficionats que durant mesos es reuneixen per aportar al Carnaval el seu bon fer. Són els grups que més destaquen en aquest Carnaval. Els seus espectaculars dissenys donen el color que necessita un Carnaval per brillar.
Durant les festes se celebren dos concursos d'aquestes agrupacions: "Interpretació i Presentació" i "Ritme i Harmonia". El primer es desenvolupa en un escenari i es valora la posada en escena així com el disseny elegit, en el segon es premia a aquella comparsa que millor desenvolupi una desfilada que es realitza al carrer i en què el so de les "batucades" fa ballar no només els comparseros sinó al públic assistent.

### ACadis
Va entrar com a modalitat al COAC el 1960 de la mà del seu creador Paco Alba. És la modalitat més compromesa. La comparsa, al Carnaval de Cadis, és realment una "chirigota" més fina, és a dir, una estilització d'aquesta. Mentre la "chirigota" busca un aire paròdic o esperpèntic, la comparsa busca una crítica poètica més exigent, i un repertori musical més elaborat, verbigràcia la utilització de tres guitarres, enfront de només les dues de la modalitat de "chirigota".
Està composta des de 12 fins a 15 components que canten en diferents veus: octaveta, contralt, tenor i  segona. S'acompanyen de dues o tres guitarres, un bombo, una caixa i xiulets. El seu repertori, igual que el de la "chirigota", es compon de presentació, pasdobles, cuplets, tornada i popurri.
El concurs oficial d'agrupacions carnavalesques (COAC) comparteixen escenari amb altres tres modalitats d'agrupacions: els  cors, les "chirigotes" i els quartets.

### ABadajoz
A Badajoz, les comparses estan amb un mínim de 30 components, algunes sobrepassen els 150 components apropant-se als 200. Les comparses en aquesta ciutat no canten, si nó que ballen. El diumenge de carnaval, es fa una desfilada pels carrers de la ciutat, on les comparses competeixen pel millor vestit i per la millor música. La desfilada dura diverses hores i arriben visitants de tota Extremadura i Portugal. Un mes abans, a les Candeles, les comparses competeixen en la Tamborada per la millor actuació.

### AMàlaga
Són aquelles agrupacions carnavalesques que estan obligades a interpretar el seu repertori a un mínim de dues cordes (tenor i segona). Està composta des de 12 fins a 15 components que canten en diferents veus: octaveta, contralt, tenor i segona. S'acompanyen amb una, dues o tres guitarres i amb un bombo, una caixa i xiulets. El seu repertori es compon de presentació, pasdobles, cuplets, tornades i popurri.
Es poden nomenar com a comparsistes populars a Màlaga a: David Santiago, Juan Bernardo Cobos, Antonio Carlos Rojas, especial menció es mereixen la Comparses provincials de Marbella, que ha aconseguit en dues ocasions les semifinals del concurs de Cadis, Alhaurín i Rierol de la Miel, aquesta última obra de l'Arcense Màxim Gómez Padilla, considerat per molts, malgrat la seva joventut, el millor escriptor de comparses de la història de Màlaga.

### AVilanova i la Geltrú
Són persones que surten al carrer amb les seves societats i acompanyats per més de 100 xarangues o bandes de música provinents de tot Espanya. Els comparsers van en parella, noi i noia, ells amb barretina i elles amb mantó de Manila, tiren caramels pels carrers fins a arribar a la guerra final a la Plaça de la Vila, on totes les societats es reuneixen al so de la música de la Turuta per a tirar caramels a tot el món.